# Guinée aux Jeux africains
La Guinée participe aux Jeux africains depuis 1965,.

## Médailles
| Jeux               | Athlètes | Or     | Argent | Bronze | Total  | Classement |
| ------------------ | -------- | ------ | ------ | ------ | ------ | ---------- |
| Brazzaville 1965   | -        | 1      | 0      | 0      | 1      | –          |
| Lagos 1973         | -        | 1      | 1      | 0      | 2      | –          |
| Alger 1978         | -        | 0      | 0      | 0      | 0      | –          |
| Nairobi 1987       | -        | 0      | 0      | 0      | 0      | –          |
| Caire 1991         | -        | 0      | 0      | 0      | 0      | –          |
| Harare 1995        | -        | 0      | 0      | 0      | 0      | –          |
| Johannesbourg 1999 | -        | 0      | 0      | 0      | 0      | –          |
| Abuja 2003         | -        | 0      | 0      | 1      | 1      | –          |
| Alger 2007         | -        | 0      | 1      | 2      | 3      | –          |
| Maputo 2011        | -        | 0      | 0      | 0      | 0      | –          |
| Brazzaville 2015   | -        | 0      | 0      | 2      | 2      | –          |
| Rabat 2019         | -        | 0      | 0      | 2      | 2      | -          |
| Accra 2023         | Avenir   | Avenir | Avenir | Avenir | Avenir | Avenir     |
| Total              | -        | 2      | 2      | 7      | 11     | -          |

## Participants
| Sport      | 1965 | 1973 | 1978 | 1987 | 1991 | 1995 | 1999 | 2003 | 2007 | 2011 | 2015 | 2019 | 2023 | Athlètes |
| ---------- | ---- | ---- | ---- | ---- | ---- | ---- | ---- | ---- | ---- | ---- | ---- | ---- | ---- | -------- |
| Athlétisme |      |      |      |      |      |      |      |      |      |      |      |      |      |          |
| Boxe       |      |      |      |      |      |      |      |      |      |      |      |      |      |          |
| Football   |      |      |      |      |      |      |      |      |      |      |      |      |      |          |
| Judo       |      |      |      |      |      |      |      |      |      |      |      |      |      |          |
| Lutte      |      |      |      |      |      |      |      |      |      |      |      |      |      |          |
| Natation   |      |      |      |      |      |      |      |      |      |      |      |      |      |          |
| Taekwondo  |      |      |      |      |      |      |      |      |      |      |      |      |      |          |